# آسیاب رئیس تقی
آسیاب رئیس تقی مربوط به سده‌های ۱۳–۱۰ ه.ق است و در شهرستان بهبهان، بخش مرکزی، دهستان حومه، ۵۰۰ متری غرب روستای رئیس تقی واقع شده و این اثر در تاریخ ۱ مرداد ۱۳۸۶ با شمارهٔ ثبت ۱۹۲۵۳ به‌عنوان یکی از آثار ملی ایران به ثبت رسیده است.